# M14 (gevär)
M14, formellt United States Rifle, 7.62 mm, M14, är en automatkarbin som antogs av USA:s armé som infanteriets standardautomatkarbin 1959 men som togs ur tjänst som standardautomatkarbin redan 1967. Den används dock fortfarande i mindre skala inom USA:s väpnade styrkor.

## Historik
Efter andra världskriget ansåg USA:s militär att man behövde ett bättre gevär än det dittills använda infanteristandardvapnet M1 Garand. Efter att ha experimenterat med olika modeller kom man fram till den automatkarbin som skulle gå under beteckningen M14. Patronen på detta vapen var lika grov som i föregångaren M1 Garand men nerkortad då man kunde få samma anslagskraft med modernare krut. Denna patron (7,62 × 51 mm NATO) blev också NATO:s standard och är samma som används i den svenska Automatkarbin 4. Den ursprungliga tanken var att M14 skulle ersätta fyra infanterivapen: M1 Garand, kulsprutegeväret BAR, M1 carbine och kulsprutepistolen M3 så man byggde även in en automateldsfunktion.
M14 användes i strid för första gången under Vietnamkriget. Vapnets olika brister blev då uppenbara: vapnet var relativt tungt, för stort och otympligt för närstrid för att ersätta M3, för litet för att ersätta BAR och trädetaljerna svällde i det tropiska klimatet vilket försämrade vapnets precision, rekylen var svårhanterlig vid automateld (ett problem som delades med alla samtida automatkarbiner i samma kaliber). Efter att rekylproblemen upptäckts spärrades automateldsfunktionen så att endast patronvis eld blev möjlig. Den grova kalibern minskade antalet patroner den enskilde soldaten kunde bära med sig i fält. Problemen gjorde att USA:s militär avslutade produktionen av M14 redan 1964 och började se sig om efter ett nytt, lättare vapen. Det blev automatkarbinen M16, som började ersätta M14 i slutet av 1960-talet. Under beteckningen M21 och utrustad med kikarsikte var M14 efter detta de amerikanska styrkornas huvudsakliga prickskyttegevär under resten av Vietnamkriget och fram till 1988. Tusentals M14 har sedan 1970-talet donerats till olika länder som militärt bistånd, bland annat Taiwan, Filippinerna och länderna i Baltikum.
Vapnet plockades ur förråden under Afghanistankriget och försågs med kikarsikten då många eldstrider skedde på avstånd över 500 meter där räckvidden för M16 med sin mindre 5,56 mm kaliber visade sig otillräcklig. Under sådana förhållanden var vapnens räckvidd och precision av större betydelse än eldhastighet vid automateld.